# Želechovice nad Dřevnicí
Želechovice nad Dřevnicí (do roku 1924 Želechovice, německy Schelechowitz an der Drewnitz) jsou obec v okrese Zlín ve Zlínském kraji. Leží východně od města Zlína v nadmořské výšce 242 metrů, na levém břehu řeky Dřevnice. Žije zde přibližně 1 900 obyvatel. Katastrální území obce má výměru 1602,58 hektarů (z toho více než polovinu zabírají lesní pozemky) a sousedí s katastry Lužkovic na severu za řekou Dřevnicí, na západě s Příluky, Jaroslavicemi, Kudlovem a Březnicí, na jihu s Březůvkami, Provodovem a Horní Lhotou a na východě s Lípou a Klečůvkou.

## Historie
První písemná zmínka o obci se váže k roku 1261, kdy byl založen cisterciácký klášter Rosa Mariae, též zvaný Smilheim, ve Vizovicích a tehdejší majitel Želechovic Vilém z Hustopečí klášteru daroval jejich východní část. Západní polovina obce pak patřila pod zlínské panství. Želechovice takto zůstaly rozdělené dalších téměř 600 let.

## Obyvatelstvo
| Rok            | 1869 | 1880 | 1890 | 1900 | 1910 | 1921 | 1930  | 1950  | 1961  | 1970  | 1980  | 1991  | 2001  | 2011  | 2021  |
| -------------- | ---- | ---- | ---- | ---- | ---- | ---- | ----- | ----- | ----- | ----- | ----- | ----- | ----- | ----- | ----- |
| Počet obyvatel | 814  | 907  | 840  | 880  | 942  | 982  | 1 280 | 1 658 | 1 835 | 1 816 | 2 059 | 1 980 | 2 021 | 1 911 | 1 817 |
| Počet domů     | 148  | 155  | 158  | 160  | 163  | 167  | 212   | 342   | 497   | 404   | 495   | 550   | 575   | 594   | 613   |

## Obecní správa
Mezi lety 1869–1976 Želechovice nad Dřevnicí byly obcí v okrese Holešov (1869–1930), poté v okrese Gottwaldov-okolí (1950) a později v okrese Gottwaldov. Od 15. července 1976 do 31. prosince 2008 patřily jako část statutárního města k Zlínu (tehdy Gottwaldov) v okrese Zlín (od 1. ledna 1980 do 31. prosince 1989 okres Gottwaldov) a od 1. ledna 2009 jsou opět samostatnou obcí.

### Odtržení od Zlína

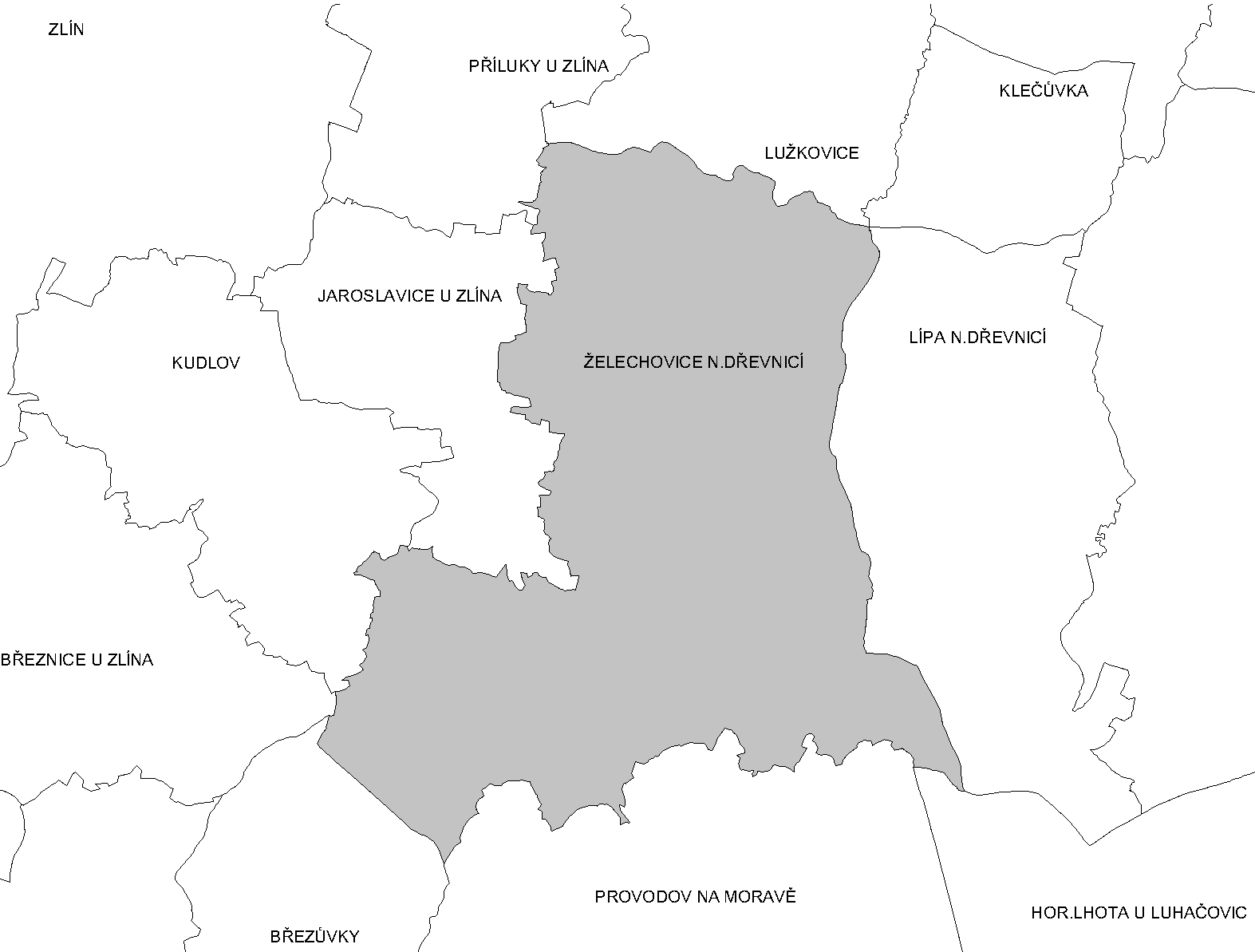
Katastrální území Želechovic nad Dřevnicí

Obyvatelé obce požadovali osamostatnění z důvodu zanedbávání ze strany Zlína.[zdroj?] Dne 17. května 2008 se zde tedy konalo referendum o osamostatnění, v němž obyvatelé rozhodli, že se tato část stane samostatnou obcí. Referenda se zúčastnilo přes 83 procent oprávněných voličů, 77,5 procenta z celkového počtu se jich vyslovilo pro odtržení od Zlína. První komunální volby po osamostatnění se zde konaly 10. ledna 2009.
Poprvé bylo obci přiděleno IČZÚJ (500011 – nejmenší přípustná hodnota), které není jedinečné v rámci České a Slovenské republiky.

### Obecní symboly
Znak a vlajka byly obci uděleny rozhodnutím předsedy Poslanecké sněmovny Parlamentu České republiky dne 15. dubna 2010.

## Pamětihodnosti
V Želechovicích je kostel svatého Petra a Pavla (vystavěn kolem roku 1400 v gotickém slohu, později barokně přestavěn) a pomník padlých v první a druhé světové válce.

## Služby občanům
V souvislosti s přítomností kostela a fary byla obec vždy centrem pro nejbližší okolí. Je zde základní škola s tělocvičnou a sportovištěm, mateřská škola, pošta, obvodní lékaři pro děti i dospělé, zubní ordinace, obecní úřad, knihovna, síť drobných obchodů a živností, sokolovna, katolický a evangelický hřbitov.

## Kultura
V obci působí dva sbory dobrovolných hasičů (SDH Želechovice nad Dřevnicí a SDH Želechovice–Paseky), které spolu s místním TJ Sokol pořádají různé akce kulturního a společenského charakteru jako jsou dětské dny, uskutečňují různé lidové tradice, zábavy apod. Některé tyto akce se uskutečňují za podpory obecního úřadu.
Dalšími spolky, které v obci působí, jsou Český červený kříž (ČČK) a Junák – český skaut.

## Doprava
Obcí prochází silnice I/49, která je hlavním tahem na Valašsko a dále na Slovensko (již dávno je provoz po této komunikaci nadlimitní) a jednokolejná železniční trať Otrokovice–Vizovice. V sousedství obce se nachází kontejnerový terminál napojený ze stanice Lípa. Do Želechovic zajíždí ze Zlína trolejbusová linka 12, a to s využitím hybridního pohonu. Obcí projíždí také řada příměstských autobusových linek.

## Firmy
Na území obce působilo v letech 1949–1988 JZD Podřevnicko. K 1. lednu 1989 došlo k jeho sloučení s JZD AK Slušovice.

## Ochrana přírody
V katastru Želechovic se nacházejí tato chráněná území:
- Přírodní rezervace Bukové hory
- Přírodní památky Pod Drdolem a Na Želechovických pasekách

### Ostatní
- Zelené údolí – minerální pramen se zvýšeným obsahem sirovodíku
- Želechovické paseky – přírodní park

## Další fotografie

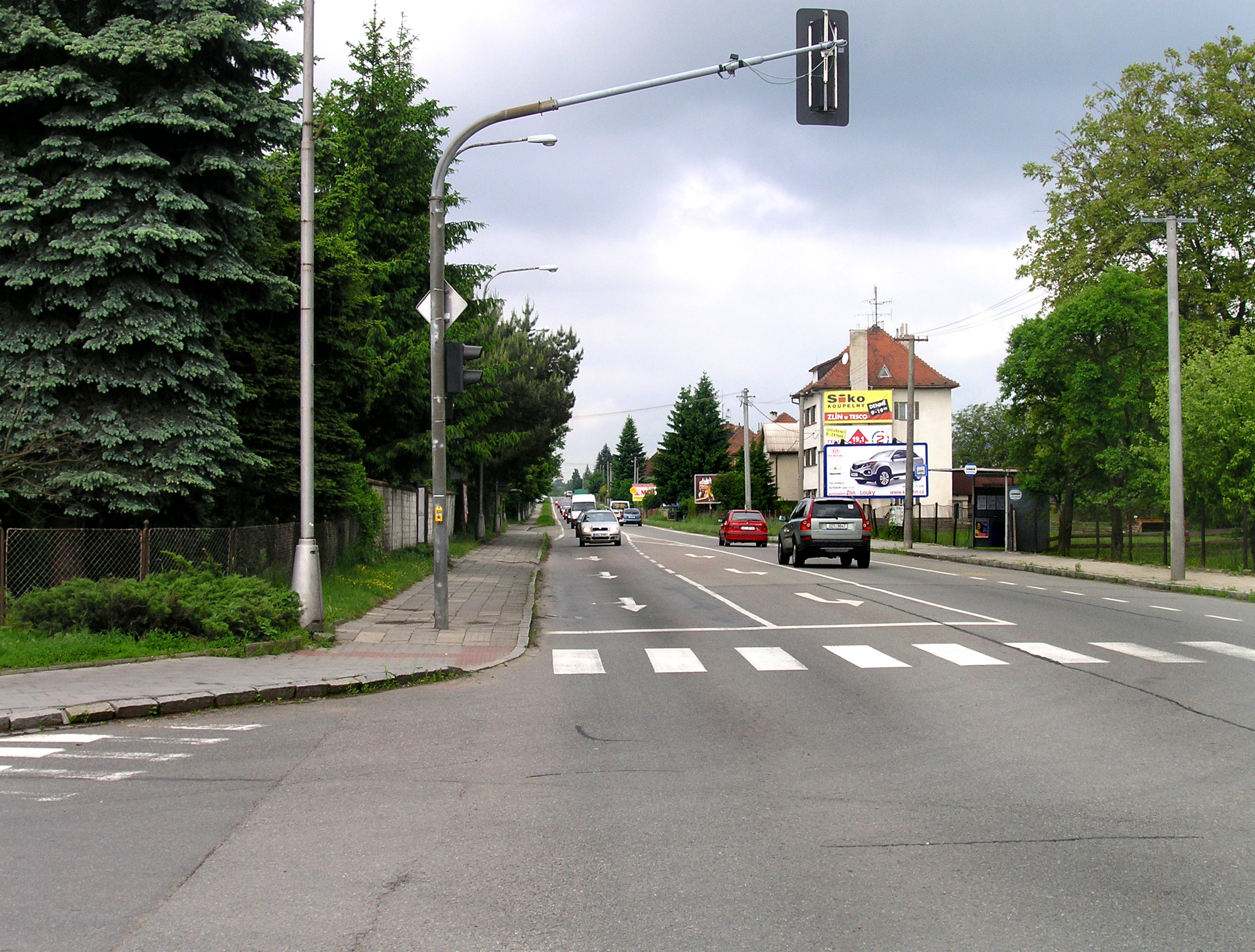
Silnice č. I/49
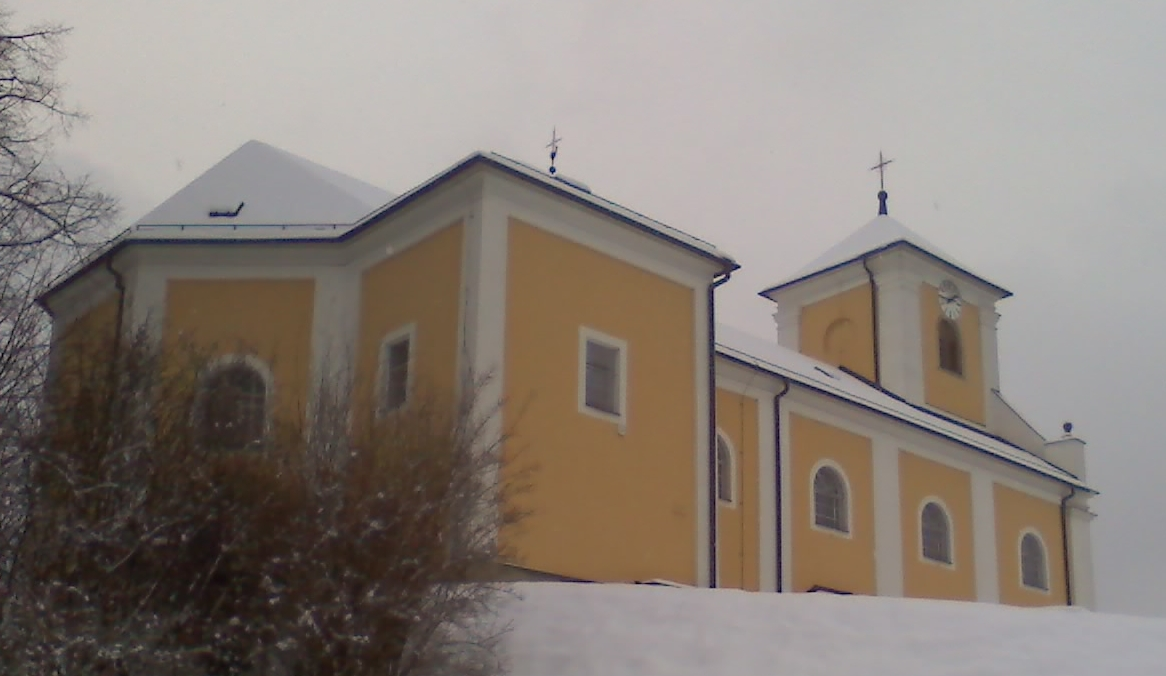
Kostel svatého Petra a Pavla
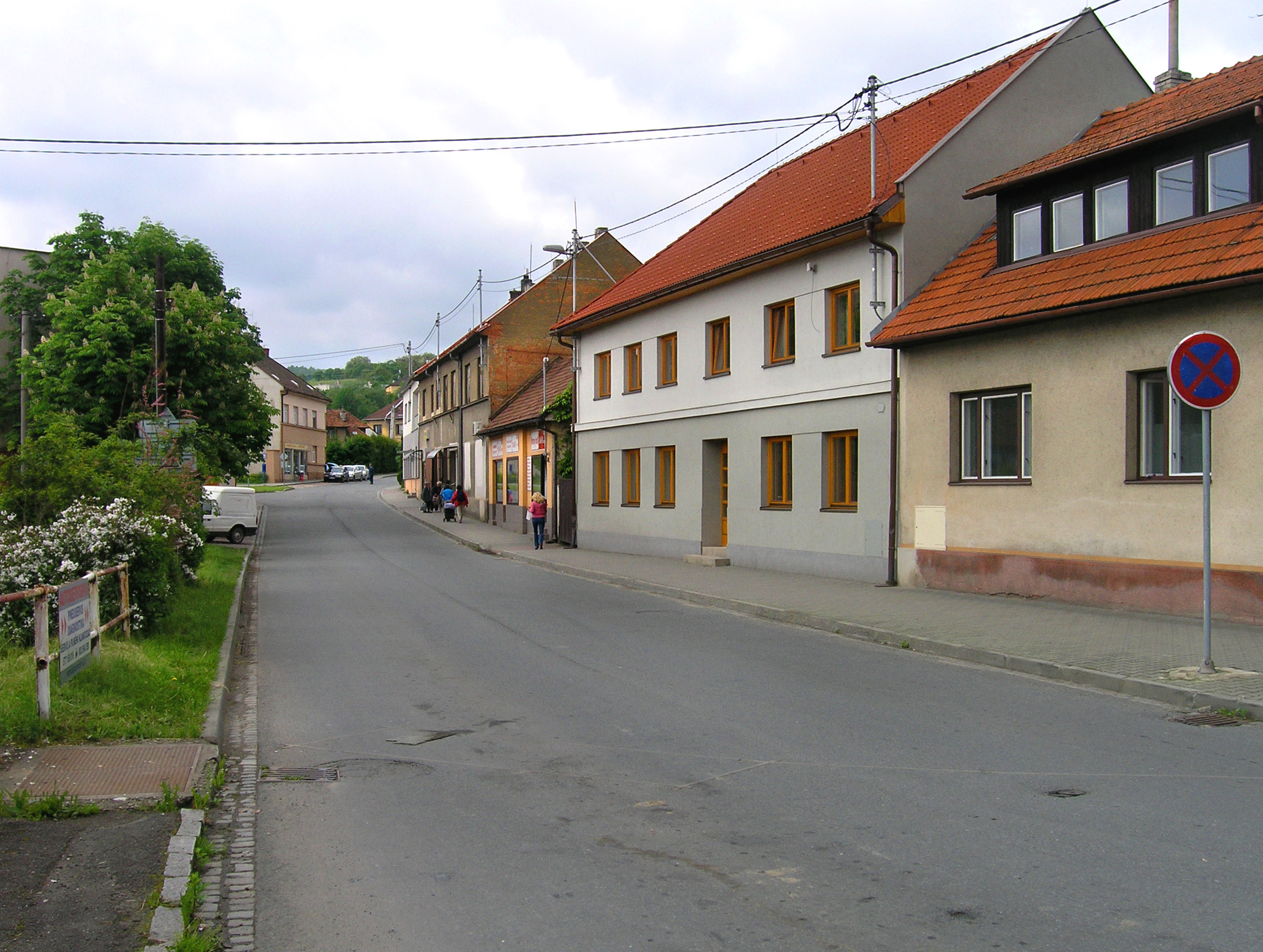
Poddřevnická ulice
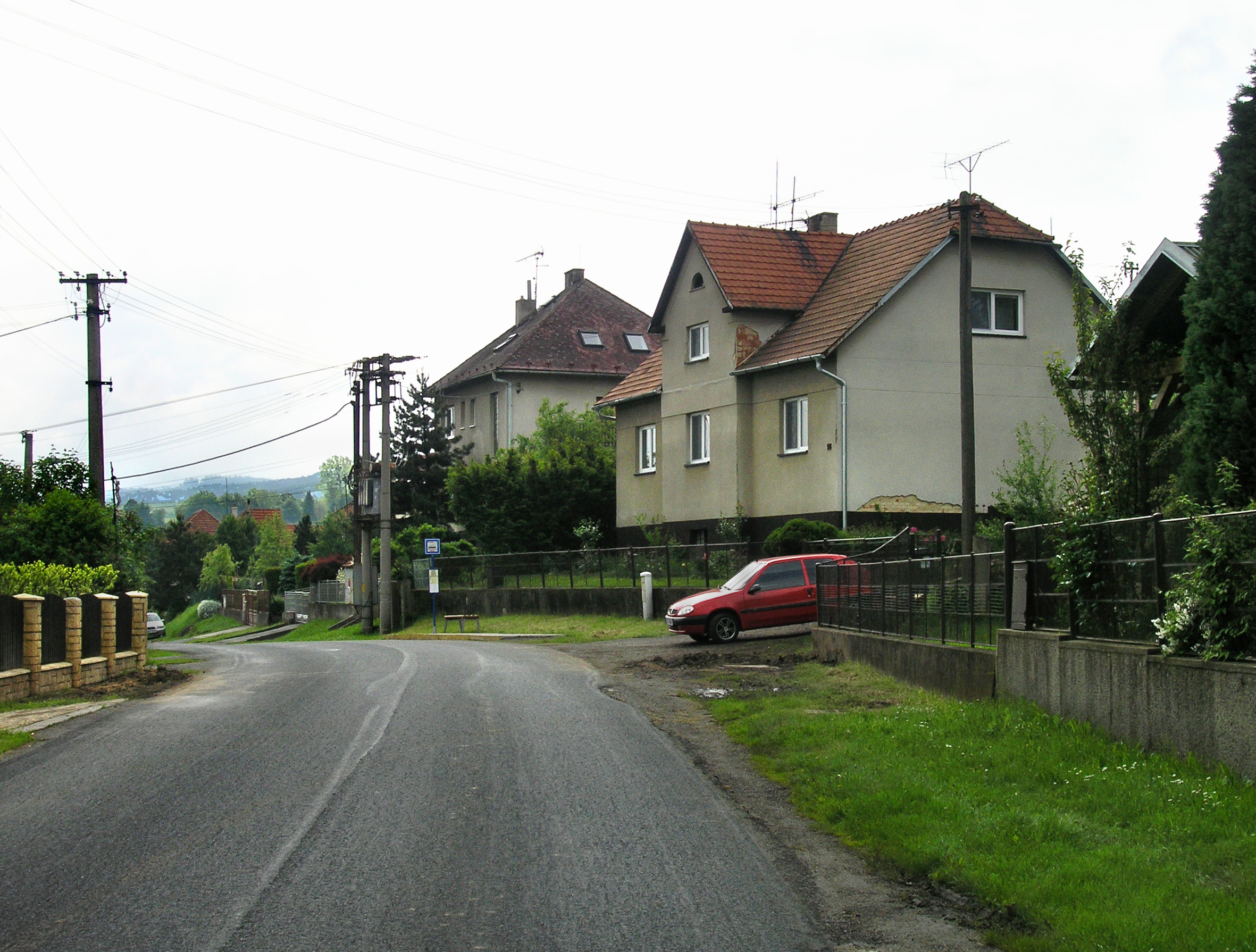
Vilky v západní části